# August Zirner

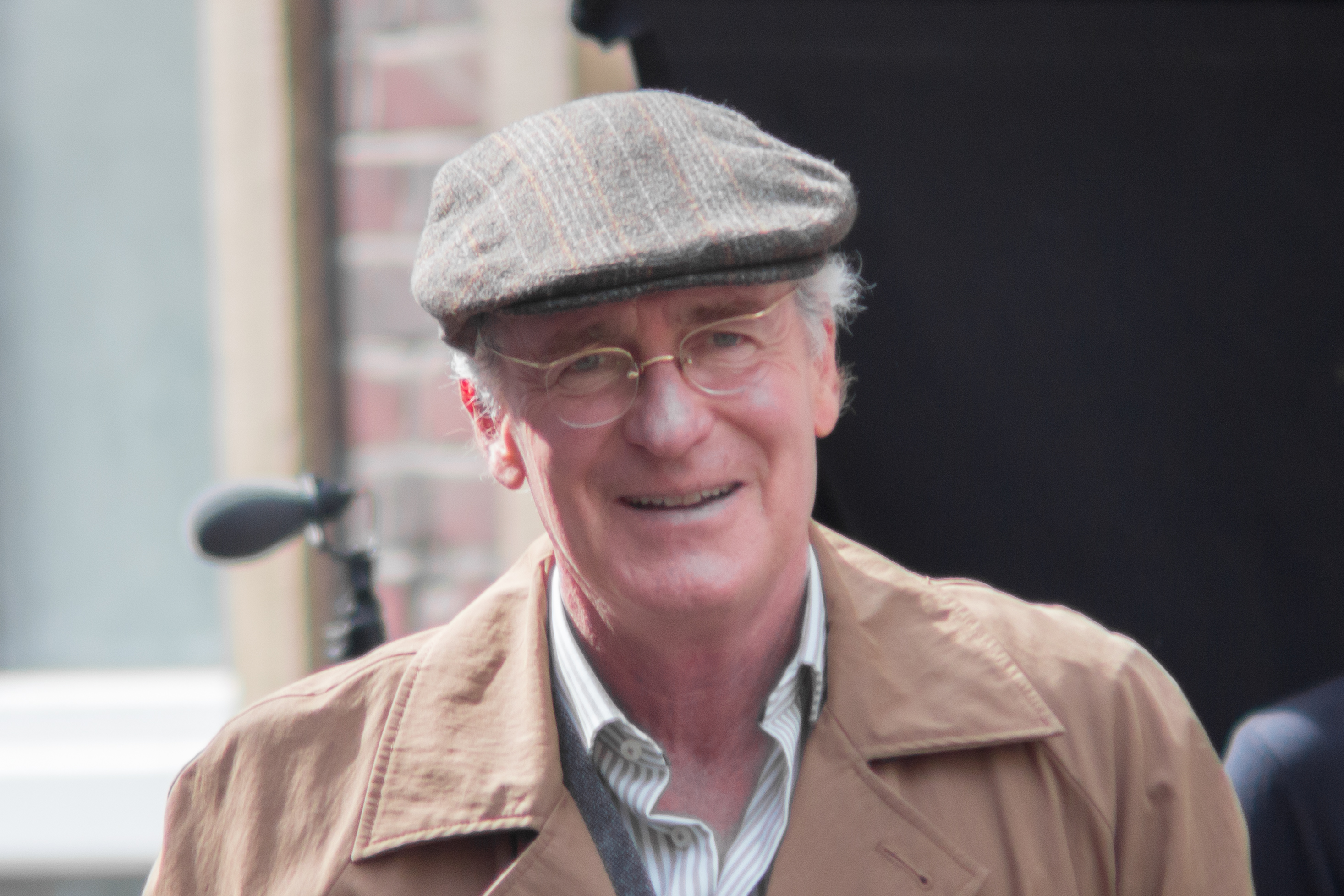
August Zirner (2022)

August Zirner (* 7. Jänner 1956 in Urbana, Illinois) ist ein US-amerikanisch-österreichischer Schauspieler, der in über 120 Filmproduktionen mitgewirkt hat.

## Leben und Werk
August Zirner kam 1956 als einziges Kind des Opernregisseurs Ludwig Zirner (1906–1971) und dessen Frau Laura Beata, geb. Wärndorfer (1915–1984), in den Vereinigten Staaten zur Welt. Seine Eltern waren österreichische Emigranten jüdischen Glaubens. Drei Großeltern Zirners kamen aus jüdischen Familien; sein Großvater väterlicherseits war der österreichisch-ungarische Komponist Franz Schmidt.
Zirners Urgroßvater Ludwig Zwieback führte unter dem Namen Ludwig Zwieback & Bruder während der k.u.k.-Monarchie eines der bedeutendsten Wiener Bekleidungsgeschäfte. Zwiebacks Tochter Ella (1878–1970), Zirners Großmutter, erbte 1930 den wesentlichen Teil des Unternehmens. Die Familie wurde 1938 vom Nazi-Regime enteignet.
Als August Zirner 14 Jahre alt war, starb sein Vater. August Zirner lebt seit 1973 in Europa, in Wien besuchte er von 1973 bis 1976 das Max-Reinhardt-Seminar. Nach dem Debüt am Volkstheater Wien folgten Engagements in Hannover, Wiesbaden und bei den Münchner Kammerspielen.
Er wirkte in zahlreichen Kino- und Fernsehfilmen mit, zum Beispiel in Café Europa (1990) von Franz Xaver Bogner, Homo Faber (1990) von Volker Schlöndorff, Stadtgespräch (1995) von Rainer Kaufmann, Winterkind (1997) von Margarethe von Trotta, Die Apothekerin (1997) von Rainer Kaufmann sowie Die Fälscher von Stefan Ruzowitzky, der 2008 mit einem Oscar als bester fremdsprachiger Film prämiert wurde. Für den Film Wut erhielt er 2006 mit dem Ensemble den Grimme-Preis.
Zirner trat 2009 als Flötist mit dem Spardosen-Terzett im Bühnenprogramm Diagnose: Jazz auf. Ab Mai 2011 war Zirner in Blind Date nach dem Film von Theo van Gogh am Schauspielhaus Graz in einer Inszenierung von Bernadette Sonnenbichler zu sehen. Seit 2011 steht er auf der Bühne des Residenztheaters München, ab 2015 spielte er Nathan den Weisen im Münchener Volkstheater in einer Inszenierung von Christian Stückl. Gemeinsam mit Sven Faller führte er das Programm Transatlantische Geschichten auf.
August Zirner ist mit der Schauspielerin Katalin Zsigmondy verheiratet und lebt in Prien am Chiemsee. Zwei der vier Kinder des Ehepaares sind ebenfalls Schauspieler, Johannes Zirner und Leo Zirner, Tochter Ana Zirner ist Regisseurin.

## Autor
Gemeinsam mit seiner Tochter Ana veröffentlichte er 2021 den autobiografischen Roman Ella und Laura. Von den Müttern unserer Väter.

## Auszeichnungen
- 2006 – „Besondere Anerkennung“ durch die Deutsche Akademie der Darstellenden Künste auf dem Fernsehfilm-Festival Baden-Baden für das Produktionsteam von Wut

## Filmografie (Auswahl)

### Kino
- 1984: Tapetenwechsel
- 1986: Auf immer und ewig
- 1989: Geld
- 1990: Café Europa
- 1991: Homo Faber
- 1994: Du bringst mich noch um
- 1994: Das Versprechen
- 1995: Stadtgespräch
- 1996: Hannah
- 1997: Die Apothekerin
- 1998: Suzie Washington
- 1999: Pünktchen und Anton
- 2001: Bella Martha
- 2001: Das Sams
- 2001: Taking Sides – Der Fall Furtwängler
- 2002: Der Stellvertreter
- 2002: Gebürtig (Regie: Lukas Stepanik, Robert Schindel)
- 2004: Vater werden ist nicht schwer …
- 2005: A Sound of Thunder
- 2005: Ein Haus in Irland
- 2007: Die Fälscher
- 2007: Herr Bello
- 2008: Selbstgespräche
- 2009: Berlin 36
- 2012: Sams im Glück
- 2013: Der blinde Fleck
- 2014: Coming In
- 2015: Nele in Berlin (Fernsehfilm)
- 2015: Die abhandene Welt
- 2015: Colonia Dignidad – Es gibt kein Zurück (Colonia)
- 2017: Euphoria
- 2018: Was uns nicht umbringt
- 2018: Wackersdorf
- 2018: Das Wunder von Wörgl
- 2018: Die Affäre Borgward
- 2019: Das Ende der Wahrheit
- 2021: Risiken und Nebenwirkungen
- 2022: Schweigend steht der Wald
- 2023: Hals über Kopf
- 2023: Ein ganzes Leben

### Fernsehen
- 1987–2013: Ein Fall für zwei (Fernsehserie, verschiedenen Rollen, 5 Folgen)
- 1991: Von Gewalt keine Rede
- 1994: Die Männer vom K3
- 1994: Nacht der Frauen (Fernsehdreiteiler)
- 1994: Die Kommissarin (Fernsehserie, Folge Blumen für den Mörder)
- 1994: Hagedorns Tochter (Fernsehserie, 12 Folgen)
- 1997: Der Wald
- 2000: Der Hahn ist tot
- 2000: Jahrestage (Fernsehvierteiler)
- 2001: Albtraum einer Ehe
- 2002: Joe & Max
- 2002: Einsatz in Hamburg – Stunde der Wahrheit (Fernsehreihe)
- 2002: Vater braucht eine Frau
- 2002: Tatort: Der Fremdwohner (Fernsehreihe)
- 2003: Novaks Ultimatum
- 2003: Trenck – Zwei Herzen gegen die Krone
- 2004: Die Kirschenkönigin (Fernsehdreiteiler)
- 2004: Liebe nach dem Tod
- 2005: Die Mandantin
- 2005: Speer und Er (Fernsehdreiteiler, 2 Folgen)
- 2005: Tatort: Freischwimmer
- 2005–2008: Mutig in die neuen Zeiten (Fernsehreihe)
  - 2005:  Im Reich der Reblaus
  - 2006:  Nur keine Wellen
  - 2008:  Alles anders
- 2006: Kommissarin Lucas – Das Verhör (Fernsehreihe)
- 2006: Leo
- 2006: Helen, Fred und Ted
- 2006: Wut
- 2007: Meine böse Freundin
- 2007: Contergan
- 2007: Eine stürmische Bescherung
- 2008: Ein starker Abgang
- 2009: Schlaflos
- 2009: Erntedank. Ein Allgäu-Krimi (Fernsehreihe)
- 2009: Dr. Hope – Eine Frau gibt nicht auf
- 2009: Ein Dorf sieht Mord
- 2009: So ein Schlamassel
- 2010: Tatort: Glaube, Liebe, Tod
- 2010: Klimawechsel (Fernsehserie, 5 Folgen)
- 2010: Ein Praktikant fürs Leben
- 2010: Die letzten 30 Jahre
- 2010: Die Hebamme – Auf Leben und Tod
- 2010: Amigo – Bei Ankunft Tod
- 2010: Meine Familie bringt mich um!
- 2011: Der Kardinal
- 2011: Für kein Geld der Welt
- 2011: Mein eigen Fleisch und Blut
- 2011: Meine Schwester
- 2012: Der Staatsanwalt (Fernsehserie, Folge Mord am Rhein)
- 2012: Die Heimkehr
- 2012: Milchgeld. Ein Kluftingerkrimi (Fernsehreihe)
- 2012: Obendrüber, da schneit es
- 2014: Die Flut ist pünktlich
- 2014: Meine Frau, ihr Traummann und ich
- 2014: Clara Immerwahr
- 2014: Neben der Spur – Adrenalin (Fernsehreihe)
- 2014: Ein starkes Team: Späte Rache (Fernsehreihe)
- 2014: Liebe am Fjord – Die Frau am Strand (Fernsehreihe)
- 2015: Es kommt noch besser
- 2015: Meister des Todes
- 2015: Unter Verdacht: Ein Richter (Fernsehreihe)
- 2015: Vertraue mir
- 2016: Was im Leben zählt
- 2016: Die Kinder der Villa Emma
- 2017: SS-GB (Fernsehserie, 2 Folgen)
- 2017: Donna Leon – Tod zwischen den Zeilen (Fernsehreihe)
- 2017: Was ich von dir weiß
- 2018: Gladbeck (Fernsehdreiteiler)
- 2018: Labaule & Erben (Fernsehserie, 3 Folgen)
- 2018: Helen Dorn: Prager Botschaft (Fernsehreihe)
- 2019: Toni, männlich, Hebamme (Fernsehreihe)
  - 2019: Allein unter Frauen
  - 2019: Daddy Blues
- 2020: Der Kriminalist (Fernsehserie, Folge Freunde von früher)
- 2021: Joachim Vernau – Requiem für einen Freund (Fernsehreihe)
- 2021: Stadtkomödie – Die Unschuldsvermutung (Fernsehreihe)
- 2023: Joachim Vernau – Düstersee
- 2024: Wilsberg – Ein Detektiv und Gentleman
- 2024: Endlich Witwer – Griechische Odyssee
- 2024: Tatort: Ad Acta
- 2025: Marie fängt Feuer – Vergeben und Vergessen (Fernsehreihe)

## Hörbücher (Auswahl)
- 2007: Eric Clapton Mein Leben. Roof Music, ISBN 978-3-938781-69-2.
- 2009: François Lelord Hector & Hector. Osterwoldaudio, ISBN 978-3-86952-161-9.
- 2010: François Lelord: Hectors Reise. Osterwoldaudio, ISBN 978-3-86952-162-6.
- 2010: François Lelord: Hector und das Wunder der Freundschaft. Osterwoldaudio. ISBN 978-3-86952-160-2.
- 2010: Wally Lamb Die Stunde in der ich zu glauben begann. Osterwoldaudio. ISBN 978-3-86952-023-0.
- 2010: François Lelord: Der Karpfenstreit. Hörbuch Hamburg, ISBN 978-3-89903-193-5.
- 2011: François Lelord: Hector und die Geheimnisse der Liebe. Osterwoldaudio, ISBN 978-3-86952-163-3.
- 2011: François Lelord: Das Geheimnis der Cellistin. Osterwoldaudio, ISBN 978-3-86952-084-1.
- 2012: Kim Märkl Jazzträume in Cleveland. Eine musikalische Reise durch die Zauberwelt des Saxophons. Monarda Publishing, ISBN 978-3-939513-98-8.
- 2013: François Lelord: Hector und die Entdeckung der Zeit. Osterwoldaudio, ISBN 978-3-86952-068-1.
- 2013: François Lelord: Hector fängt ein neues Leben an. Osterwoldaudio, ISBN 978-3-86952-179-4.
- 2015: Antoine de Saint-Exupéry: Der kleine Prinz. Oetinger Media, ISBN 978-3-8373-0842-6.